# Lukas Reichel
Lukas Reichel, född 17 maj 2002, är en tysk professionell ishockeyforward som är kontrakterad till Chicago Blackhawks i National Hockey League (NHL) och spelar för Rockford Icehogs i American Hockey League (AHL). Han har tidigare spelat för Eisbären Berlin i Deutsche Eishockey Liga (DEL).
Reichel draftades av Chicago Blackhawks i första rundan i 2020 års draft som 17:e totalt.
Han är son till Martin Reichel, brorson till Robert Reichel och kusin till Kristian Reichel.

## Statistik
| 2019–2020  | Eisbären Berlin    | DEL        | 42 | 12 | 12 | 24 | 0 | — | — | — | — | — |
| 2020–2021  | Eisbären Berlin    | DEL        | 38 | 10 | 17 | 27 | 6 | 9 | 2 | 3 | 5 | 4 |
| 2021–2022  | Chicago Blackhawks | NHL        | 1  | 0  | 0  | 0  | 0 | — | — | — | — | — |
|            | Rockford Icehogs   | AHL        | 20 | 11 | 9  | 20 | 6 | — | — | — | — | — |
| NHL totalt | NHL totalt         | NHL totalt | 1  | 0  | 0  | 0  | 0 | — | — | — | — | — |
| DEL totalt | DEL totalt         | DEL totalt | 80 | 22 | 29 | 51 | 6 | 9 | 2 | 3 | 5 | 4 |

### Internationellt
| Källa: Uppdaterad: 2022-01-14 | Källa: Uppdaterad: 2022-01-14 | Källa: Uppdaterad: 2022-01-14 |         | Utv = Utvisningsminuter | Utv = Utvisningsminuter | Utv = Utvisningsminuter | Utv = Utvisningsminuter | Utv = Utvisningsminuter |
| År                            | Lag                           | Mästerskap                    | Matcher | Mål                     | Assists                 | Poäng                   | Utv                     |                         |
| ----------------------------- | ----------------------------- | ----------------------------- | ------- | ----------------------- | ----------------------- | ----------------------- | ----------------------- | ----------------------- |
| 2019                          | Tyskland                      | U18-VM D1                     | 5       | 3                       | 2                       | 5                       | 0                       |                         |
| 2020                          | Tyskland                      | JVM                           | 7       | 3                       | 2                       | 5                       | 0                       |                         |
| 2021                          | Tyskland                      | VM                            | 9       | 2                       | 4                       | 6                       | 0                       |                         |
| Junior totalt                 | Junior totalt                 | Junior totalt                 | 12      | 6                       | 4                       | 10                      | 0                       |                         |
| Senior totalt                 | Senior totalt                 | Senior totalt                 | 9       | 2                       | 4                       | 6                       | 0                       |                         |